# Hymenophyllum plumieri
Hymenophyllum plumieri är en hinnbräkenväxtart som beskrevs av William Jackson Hooker och Grev. Hymenophyllum plumieri ingår i släktet Hymenophyllum och familjen Hymenophyllaceae. Inga underarter finns listade.